# Ignacio Zaragoza, San Miguel el Grande
Ignacio Zaragoza är en ort i Mexiko.   Den ligger i kommunen San Miguel el Grande och delstaten Oaxaca, i den sydöstra delen av landet, 300 km sydost om huvudstaden Mexico City. Ignacio Zaragoza ligger 2 504 meter över havet och antalet invånare är 516.
Terrängen runt Ignacio Zaragoza är kuperad. Runt Ignacio Zaragoza är det ganska glesbefolkat, med 26 invånare per kvadratkilometer. Närmaste större samhälle är Villa Chalcatongo de Hidalgo, 3,5 km öster om Ignacio Zaragoza. I omgivningarna runt Ignacio Zaragoza växer huvudsakligen savannskog.